# Ory Okolloh
Pour les articles homonymes, voir Mwangi.
Ory Okolloh, ou Ory Okolloh Mwangi, née en 1977 au Kenya, est une cybermilitante, avocate et blogueuse. Outre son activité professionnelle, elle joue un rôle très actif sur Internet, participe à son expansion et œuvre à en développer l'accès en Afrique. Au Kenya, elle a créé un site Web de surveillance de l'activité du parlement mais aussi un site et une application qui recensent les exactions commises durant les violences de 2007. Le site et l’application ont, depuis, évolué et sont utilisés dans 154 pays.

## Biographie
Ory Okolloh est une cyberactiviste militante, avocate diplômée en droit de Harvard considérée « comme l’une des femmes les plus influentes du continent africain »,.
En 2005, excédée par le fait que les députés kényans aient voté une augmentation de leurs indemnités après les élections de 2003, elle co-fonde le site de surveillance parlementaire du Kenya, Mzalendo, mot swahili qui signifie « patriote ». Ce site, sous-titré Eye On Kenyan Parliament (« Œil sur le parlement kényan »), cherche à accroître la responsabilité du gouvernement en enregistrant systématiquement les projets de lois et discours des députés.
Lorsque le Kenya sombre dans la violence post-électorale après la contestation des élections générales kényanes de 2007, elle se rend sur place. Elle contribue à la création du site Ushahidi (« Témoigner ») et au logiciel du même nom qui, grâce aux téléphones portables, recueillent et enregistrent des témoignages de violences (émeutes, réfugiés bloqués, viols et décès) par courrier électronique et SMS et les placent sur une carte accessible en ligne via le service de cartographie Google Maps,. La technologie a depuis été adaptée à d'autres fins : la surveillance des élections, le suivi de la disponibilité des produits pharmaceutiques, à l'occasion du tremblement de terre à Haïti ou du tsunami de 2011 au Japon et est utilisée dans 154 pays, Afrique du Sud, Tchad Inde… En 2010, grâce à ce logiciel, le magazine Foreign Policy la classe au 59e rang des 100 penseurs les plus influents au monde.
En 2011, elle est directrice de la stratégie de Google pour l'Afrique, puis en 2013, responsable des investissements au sein de la fondation Omidyar Network,. À ce titre, elle participe au développement de l'accès au réseau internet en Afrique.
Okolloh a un blog personnel, Kenya Pundit, présent sur le réseau international de blogueurs, traducteurs et journalistes Global Voices.
Elle travaille en tant que consultant juridique au sein d'organisations non gouvernementales mais aussi pour le cabinet d'avocat international Covington & Burling (en), la Commission nationale des droits de l'homme du Kenya et la Banque mondiale.
Le 4 avril 2015, à la suite de l'attaque de l'université de Garissa, au Kenya, par les terroristes islamistes d'Al-Shabbaab, elle lance le Hashtag #147notjustanumber, à la mémoire des 147 victimes, au moment de son initiative, « un effort pour humaniser les victimes de la terreur. ».
En mai 2015, Ory Okolloh est nommée au conseil d'administration de la compagnie Thomson Reuters Founders Share, société fiduciaire de Thomson Reuters.

## Vie privée et formation
Ory Okolloh est née en 1977 au Kenya dans une famille relativement pauvre. Elle a déclaré que ses parents l'avaient envoyée dans une école élémentaire privée qu'ils pouvaient « à peine se permettre » ce qui « a jeté les bases de ce qui a fini par être ma carrière. »
Elle est diplômée en science politique de l'université de Pittsburgh et a achevé ses études de droit à la faculté de droit de Harvard en 2005.
Son père est mort du sida en 1999. Elle vit à Johannesbourg, avec son mari et ses trois enfants.

## Divers
En 2015 elle fait partie du « Top 50, des femmes les plus puissantes d’Afrique », selon l'hebdomadaire panafricain Jeune Afrique.

## Sources
- (en) Cet article est partiellement ou en totalité issu de l’article de Wikipédia en anglais intitulé « Ory Okolloh » (voir la liste des auteurs).